# Volta al País Basc 1982
La Volta al País Basc 1982 fou la 22a edició de la Volta al País Basc. La cursa es disputà en cinc etapes, una d'elles dividides en dos sectors, un d'ells contrarellotge individual, entre el 12 i el 16 d'abril de 1982 i un total de 875,3 km.

## Equips participants
Vuit van ser els equips que van prendre la sortida, els espanyols: Teka, Kelme, Reynolds, Hueso i Zor i els estrangers Selle San Marco, Wickes-Splendor i Famcucine-Campagnolo, per completar un gran grup de 80 corredors.

## Etapes
| Etapa | Data       | Recorregut           | Km        | Vencedor de l'Etapa     | Líder de la general     |
| ----- | ---------- | -------------------- | --------- | ----------------------- | ----------------------- |
| 1ª    | 12 d'abril | Azpeitia - Azpeitia  | 180       | Alberto Fernández (ESP) | Alberto Fernández (ESP) |
| 2ª    | 13 d'abril | Azpeitia - Ibardin   | 196       | Antoni Coll (CAT)       | Alberto Fernández (ESP) |
| 3ª    | 14 d'abril | Bera - Ondarroa      | 192,8     | Eddy Planckaert (BEL)   | Juan Fernández (ESP)    |
| 4ª    | 15 d'abril | Ondarroa - Laudio    | 164,7     | Jaume Vilamajó (CAT)    | Juan Fernández (ESP)    |
| 5ª A  | 16 d'abril | Laudio - Lazkao      | 137       | Eddy Planckaert (BEL)   | Juan Fernández (ESP)    |
| 5ª B  | 16 d'abril | Lazkao - Lazkaomendi | 4,8 (CRI) | Julián Gorospe (ESP)    | José Luis Laguía (CAT)  |

## Classificació general
|    | Ciclista                | Equip                | Temps       |
| -- | ----------------------- | -------------------- | ----------- |
| 1  | José Luis Laguía (ESP)  | Reynolds             | 22h 09' 07" |
| 2  | Julián Gorospe (ESP)    | Reynolds             | + 4"        |
| 3  | Francesco Moser (ITA)   | Famcucine-Campagnolo | + 7"        |
| 4  | Vicente Belda (ESP)     | Kelme                | + 18"       |
| 5  | Álvaro Pino (ESP)       | Zor                  | + 19"       |
| 6  | Paul Wellens (BEL)      | Wickes-Splendor      | + 21"       |
| 7  | Alfio Vandi (ITA)       | Selle San Marco      | + 36"       |
| 8  | Juan Fernández (ESP)    | Kelme                | + 36"       |
| 9  | Sergio Santimaria (ITA) | Selle San Marco      | + 40"       |
| 10 | Faustino Rupérez (ESP)  | Zor                  | + 41"       |